# تصبغ الحلمة
تصبغ الحلمة هو حالة تلون داكن للحلمة أو الهالة المحيطة بها، وترتبط شدة اللون بجرعة الإستروجين، كما تحدث بشكل طبيعي خلال فترة الحمل والرضاعة أو أثر جانبي لإستروجين عالي الجرعة [الإنجليزية].